# Gmina Kalesija
Gmina Kalesija (boś. Općina Kalesija) – gmina w Bośni i Hercegowinie, w kantonie tuzlańskim. W 2013 roku liczyła 33 053 mieszkańców.